# Oplenac
Oplenac (Servisch: Опленац) is een heuvel bij het Servische stadje Topola.
De Oplenac is bekend vanwege het mausoleum van het vorstenhuis Karađorđević dat zich hier bevindt. De naam van de heuvel komt van het Servische begrip оплена, dat verwijst naar de houten wielen van een ossenkar. Deze wielen werden gemaakt van het hout van de zomereik en de moseik. Deze beide bomen vormen de natuurlijke vegetatie van het district Šumadija, waarin de Oplenac ligt.
Vorst Alexander Karađorđević plantte hier de eerste wijngaard en koning Peter I van Joegoslavië liet de kerk van de heilige Joris bouwen, met hierbij een historische gedenkplaats. Hiermee was de verbondenheid van de Karađorđević met de Oplenac een feit. Tegenwoordig zijn, naast de wijngaard en de kerk, op de berg de volgende zaken te zien: Het koninklijk mausoleum in de crypte onder de kerk, een museum, het huis van Peter I, de koningsvilla, de koninginnenvilla, de Karađorđekerk en een standbeeld van stamvader Karađorđe.

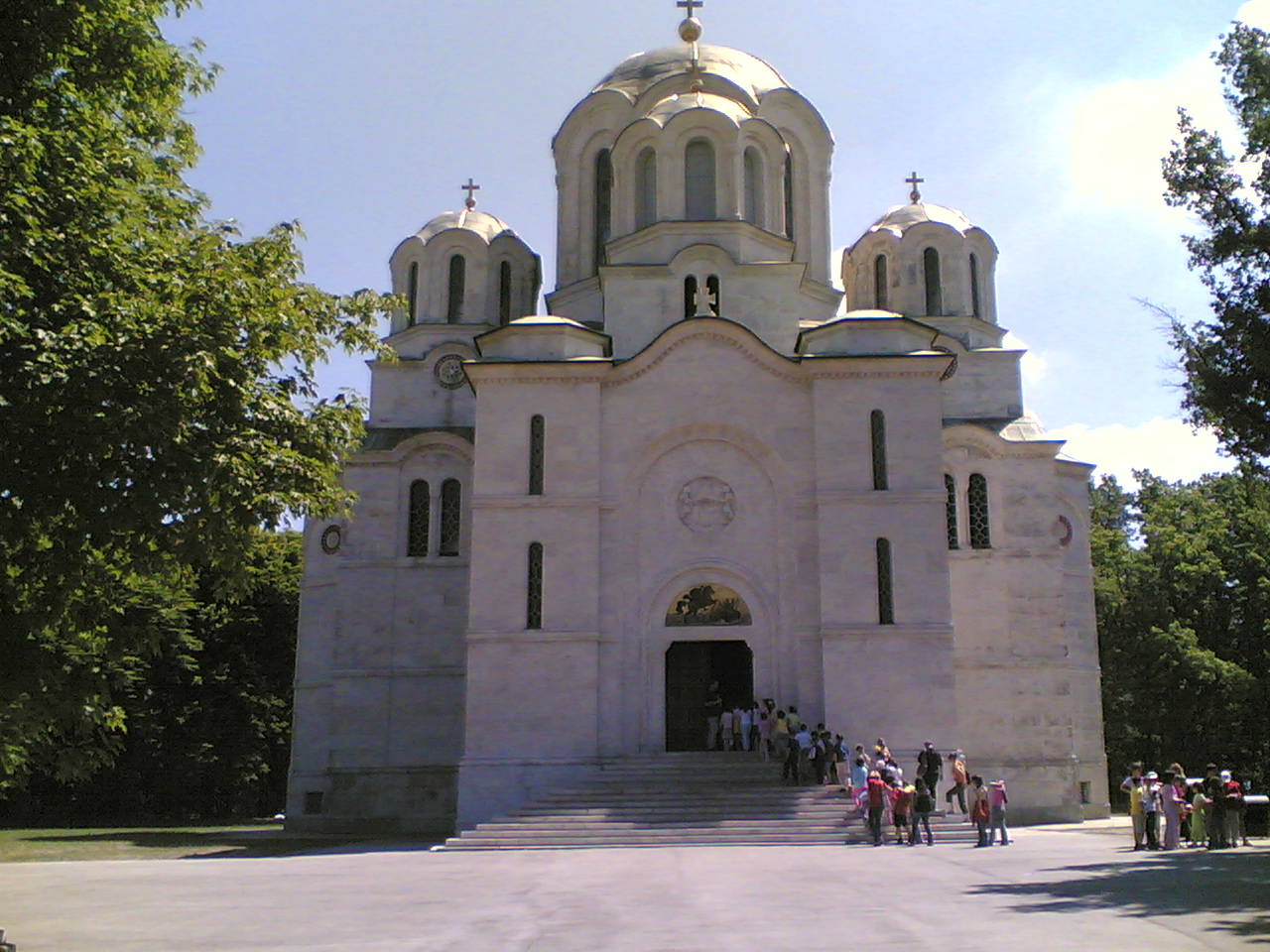
Kerk van Sint Joris
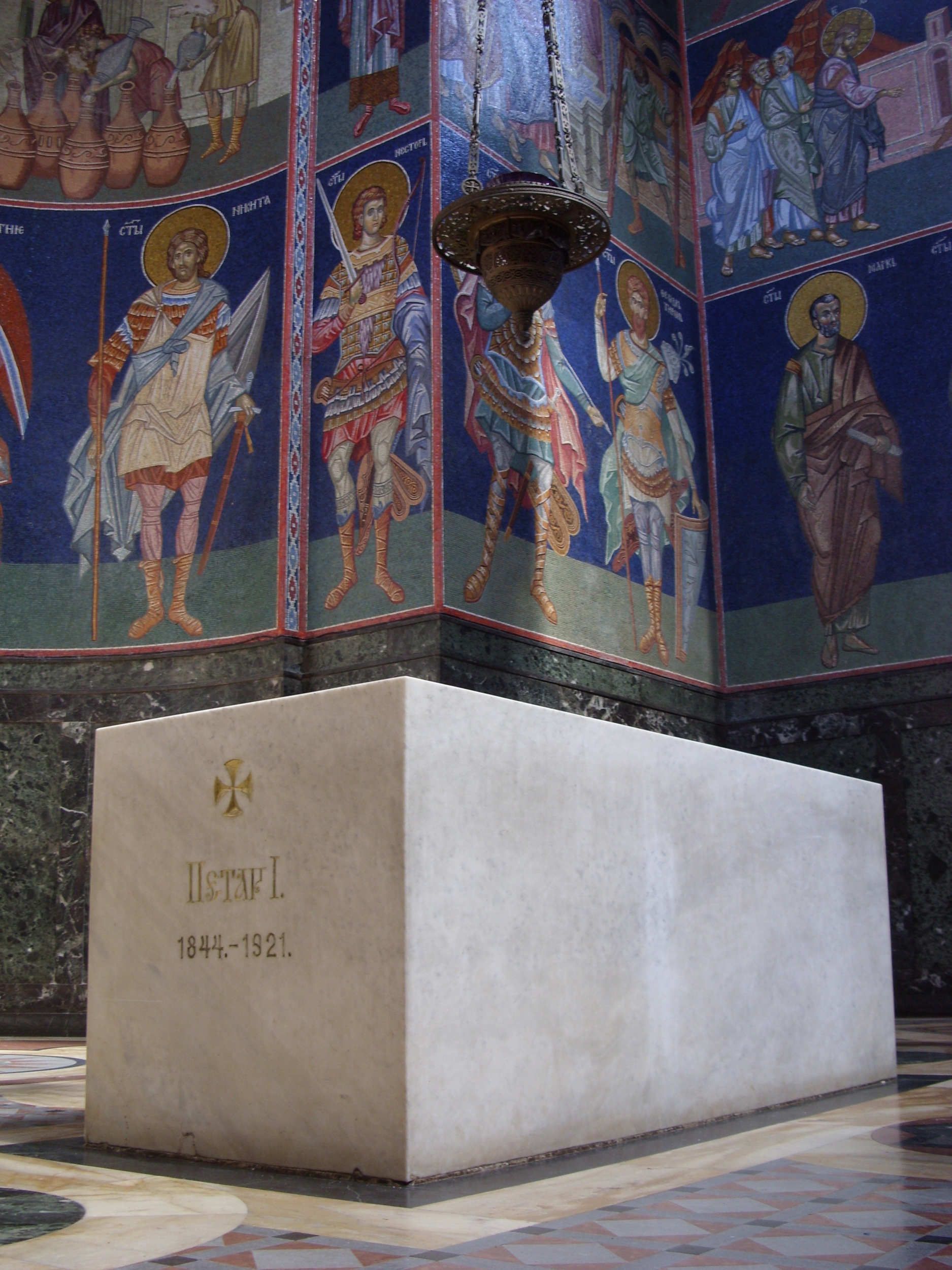
Tombe van Peter I in de kerk
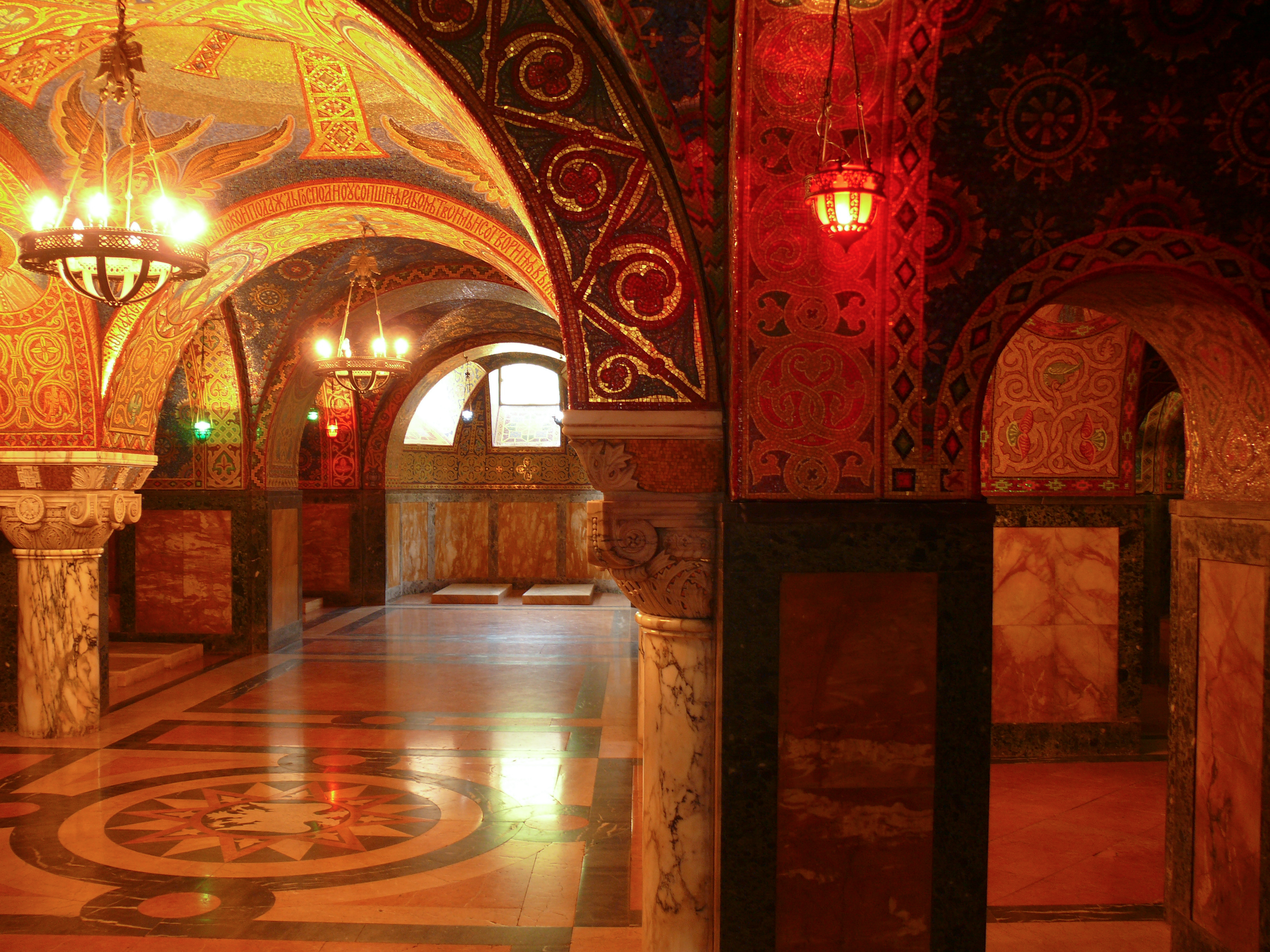
Crypte